# سانيتاس
أيه بي سانيتاس (بالإنجليزية: AB Sanitas)‏ هي واحدة من أقدم وأكبر شركات الأدوية في ليتوانيا. تقوم الشركة بإنتاج وتسويق المنتجات الطبية.

## وصلات خارجية
- sanitas.lt، موقع الشركة الرسمي